# Montecassino
Montecassino ili Monte Cassino je benediktinski samostan osnovan 529. godine na istoimenom brdu (519 mnm) u općini Cassino, Italija. Samostan se u znanstvenim krugovima smatra jednim od duhovnih središta srednjovjekovne Europe. 

## Povijest
Samostan je zadužbina  svetog Benedikta, osnivača reda benediktinaca, koji na osnovama stare rimske utvrde podiže samostan. Poslije razaranja 577. godine od strane Langobarda, Papa Grgur II. 717. godine daje nalog za obnovu samostana. U VIII. stoljeću Pavao Đakon pokreće rad pisarske radionice unutar samostana, gdje se prepisuju i na latinski jezik prevode (s grčkog) velika književna i znanstvena djela europske baštine. Tijekom stoljeća, samostan je postao utjecajno središte znanosti i kulture s bogatom knjižnicom. Nakon što opatiju 883. god. ponovo razaraju Saraceni, samostan svoj značaj ponovo obnavlja tek u desetom i jedanaestom stoljeću, te iznova postaje jedno od najznačajnijih središta kulture i znanosti u Europi. U to vrijeme opatija dostiže vrhunac svojega bogatstva i utjecaja, te za financiranje svoje značajne djelatnosti dobiva široko područje poznato do danas kao Terra Sancti Benedicti, gdje su opati Montecassina obnašali kako crkvenu vlast (s ovlastima biskupa), tako i svjetovnu vlast koja je ubirala feudalne daće. 
U Drugom svjetskom ratu na području opatije vođena je velika Bitka za Monte Cassino. Ne povjerovavši njemačkih porukama da ne drže ni trupe ni oružje u samoj opatiji, Saveznici su je teško izbombardirali. Srećom, veliki dio knjižnice je tijekom prethodnih mjeseci bio prenesen u Vatikan. Nakon II. svjetskog rata je samostan, kao jedan od najznačajnijih mjesta kršćanstva i europske kulture, u potpunosti i s mnogo pažnje obnovljen.

## Poznati učenici
- Mavro Vetranović, hrvatski pjesnik

## Vanjske poveznice
- Stranica samostana (tal.) / (engl.)
- Unos u katoličkoj online-enciklopediji (engl.)
- Kriston R. Rennie: The Destruction and Recovery of Monte Cassino, 529-1964, knjiga iz 2021. god.  (engl.)